# 222e régiment d'infanterie (France)
Pour les articles homonymes, voir 222e régiment.
Le 222e régiment d'infanterie (222e RI) est un régiment d'infanterie de l'Armée de terre française constitué en 1914 avec les bataillons de réserve du 22e régiment d'infanterie.
À la mobilisation, chaque régiment d'active crée un régiment de réserve dont le numéro est le sien plus 200.

## Création et différentes dénominations
- Août 1914 : 222e régiment d'infanterie.
- Septembre 1917 : dissolution.

## Chefs de corps
- août 1914 à septembre 1914 : lieutenant-colonel Giralt (il succède à la tête de la brigade au général Durupt, blessé).
- septembre 1914 - : commandant Boule.

## Première Guerre mondiale

### Affectation
- Casernement Sathonay-Camp, 147e Brigade d'Infanterie (Stationnement de la brigade à Chambéry aux ordres du Général Durupt), 14e Région à la 74e Division d'Infanterie d'août 1914 à décembre 1917.

Le régiment a été constitué à Bourgoin.

### Historique

#### 1914
Bataille de Morhange, Lorraine.

#### 1915
Bataille de Lorraine.

#### 1916
Nancy...Bataille de Verdun. Batterie de Damloup.

#### 1917
Verdun...Bois des Caurières...Marne.
Le régiment est dissous le 23 décembre 1917.

## Drapeau
Il porte, cousues en lettres d'or dans ses plis, les inscriptions suivantes :
- La Mortagne 1914
- Verdun 1916

## Sources et bibliographie
- Archives militaires du château de Vincennes.
- À partir du Recueil d'historiques de l'infanterie française (général Andolenko - Eurimprim 1969).